# 稻麥蚜
稻麥蚜（学名：Rhopalosiphum padi）为常蚜科縊管蚜屬下的一个种。